# آن زن گفت (فیلم)
آن زن گفت (انگلیسی: She Said) یک فیلم درام زندگی‌نامه‌ای آمریکایی به کارگردانی ماریا شرادر است که در ۲۰۲۲ منتشر شد. این فیلم بر پایهٔ کتابی از سال ۲۰۱۹ است که دو روزنامه‌نگار نیویورک تایمز به‌نام‌های جودی کانتور و مگان توهی آن را نوشته‌اند و در آن از پرونده‌های آزار جنسی هاروی واینستین سخن گفته‌اند. در این فیلم کری مولیگان، زویی کازان، پاتریشا کلارکسون، آندره بروگر، جنیفر ایلی، سامانتا مورتون و اشلی جاد به ایفای نقش پرداخته‌اند.
این کتاب در سال ۲۰۱۸ انتخاب شد و این فیلم در سال ۲۰۲۱ به عنوان یک محصول مشترک بین آناپورنا پیکچرز و پلن بی انترتینمنت معرفی شد. مراحل فیلمبرداری در نیویورک با فیلمبردار ناتاشا برایر انجام شد. تدوین در طول پس‌تولید توسط هانس یورگ وایسبریخ تکمیل شد و موسیقی متن توسط نیکولاس بریتل ساخته شد.
آن زن گفت در ۱۳ اکتبر ۲۰۲۲ در شصتمین جشنواره فیلم نیویورک به نمایش درآمد و در ۱۸ نوامبر ۲۰۲۲ توسط یونیورسال پیکچرز به‌صورت سینمایی در ایالات متحده اکران شد. این فیلم عموماً نقدهای مثبتی را از سوی منتقدان دریافت کرده‌است و فیلم‌نامه و نقش‌آفرینی مولیگان و کازان تحسین شد. آن زن گفت از سوی انستیتوی فیلم آمریکا به‌عنوان یکی از بهترین فیلم‌های ۲۰۲۲ نام گرفت.

## طرح داستان
فیلم روایت‌کننده تلاش‌های دو روزنامه‌نگار نیویورک تایمز (مگان توهی و جودی کانتور) دربارهٔ انتشار گزارشی است که سوءاستفاده جنسی واینستین از زنان را برملا می‌کند. این گزارش را می‌توان سرآغاز جنبش من هم دانست که از ده‌ها سال تعرض جنسی در سینما پرده برداشت.

## بازیگران
- کری مولیگان در نقش مگان توهی
- زویی کازان در نقش جودی کانتور
- پاتریشا کلارکسون در نقش ربکا کوربت
- آندره بروگر در نقش دین باکت
- سامانتا مورتون در نقش زلدا پرکینز
- تام پلفری در نقش جیم راستمن
- آدام شاپیرو در نقش رون لیبر
- جنیفر ایلی
- ژودیت گدرش
- پیتر فریدمن
- مایک هیوستون [en] در نقش هاروی واینستین

## تولید
در ۵ اکتبر سال ۲۰۱۷، جودی کانتور و مگان توهی از نیویورک تایمز، به واینستین اتهام سوءاستفاده جنسی زدند. پس از آن، جنبش من هم به‌راه افتاد و در نهایت باعث ۲۳ سال زندانی شدن هاروی واینستین شد.
در سال ۲۰۱۹، کانتور و توهی کتاب آن زن گفت را منتشر کردند. کتابی که جزئیات فرآیندهای مختلفی را که آنها برای بررسی و کشف سوء رفتار جنسی واینستین به کار گرفته‌اند، شرح می‌دهد. در سال ۲۰۱۸، آناپورنا پیکچرز و پلن بی انترتینمنت حق اقتباس از کتاب برای تولید فیلم را از ناشران دریافت کردند. در ژوئن سال ۲۰۲۱، یونیورسال پیکچرز اعلام کرد که آن‌ها مشغول ساخت اقتباسی از رمان با بازی زویی کازان و کری مولیگان برای ایفای نقش کانتور و توهی هستند. همچنین اعلام شد که ماریا شرادر فیلم‌نامه نوشته شده توسط ربه‌کا لنکوویچ را کارگردانی خواهد کرد و تهیه‌کنندگان فیلم برد پیت، دده گاردنر و جرمی کلاینر خواهند بود. در ژوئیه سال ۲۰۲۱، فیلم‌برداری در نیویورک توسط ناتاشا برایر آغاز شد. تا اوت، پاتریشیا کلارکسون، آندره بروگر، سامانتا مورتون، و تام پلفری به عنوان بخشی از بازیگران معرفی شدند. حضور آدام شاپیرو در اکتبر ۲۰۲۱ تأیید شد.

### تعارض منافع
در ژوئیه ۲۰۲۲، دیلی بیست گزارش تعارض منافع با برد پیت تهیه‌کنندهٔ فیلم را داد؛ طبق این گزارش، پیت در سال ۱۹۹۶ توسط دوست‌دختر وقتش گوئینت پالترو و بعداً توسط همسر وقت خود آنجلینا جولی از رفتار واینستین آگاه شده‌بود، اما پس از این واقعیت به همکاری با وی ادامه داده‌است.

## انتشار
آن زن گفت نخستین نمایش جهانی خود را در ۱۳ اکتبر ۲۰۲۲ در جشنواره فیلم نیویورک ۲۰۲۲ و روز بعد در جشنواره فیلم لندن داشت. در ۴ نوامبر ۲۰۲۲، این فیلم در جشن انستیتوی فیلم آمریکا واقع در سالن نمایش چینی گرامن به نمایش درآمد. این فیلم توسط یونیورسال پیکچرز به‌صورت سینمایی در ۱۸ نوامبر ۲۰۲۲ در ایالات متحده اکران شد.

## بازخورد

### گیشه
در ایالات متحده و کانادا، آن زن گفت در کنار صورت‌غذا اکران شد و پیش‌بینی می‌شد در آخر هفته افتتاحیه خود از ۲٫۰۲۲ سینما ۳ تا ۵ میلیون دلار فروش داشته باشد. این فیلم در روز اول اکران ۸۳۰٫۰۰۰ دلار به دست آورد که شامل ۱۶۰٫۰۰۰ دلار در پیش‌نمایش پنجشنبه‌شب می‌شود. فروش فیلم به ۲٫۲ میلیون دلار رسید و در رتبهٔ ششم جدول قرار گرفت. ددلاین هالیوود افتتاحیهٔ فیلم را «فلاپ» نامید و به «خستگی هیجانی» تماشاگران اشاره کرد. او گفت روزنامه‌نگاران برای افراد عادی «آنقدر که فکر می‌کنند جالب نیستند». همچنین اشاره داشتند که عدم علاقهٔ عموم به فصل جوایز و پروژه‌های مؤلف و نیز رقابت با پلنگ سیاه: واکاندا تا ابد و صورت‌غذا نیز ممکن است در عملکرد ضعیف نقش داشته باشد.

### منتقدان
در وبگاه جمع‌آوری نقد راتن تومیتوز، ٪۸۷ از ۲۲۲ بررسی منتقدان مثبت است، و میانگینِ امتیاز آن ۷٫۶/۱۰ است. اجماع این وبگاه چنین می‌نویسد: «گرچه که آن زن گفت تلاش می‌کند تا استعداد سینمایی را به داستان مبتنی بر واقعیت خود بیفزاید، این فیلم تجلیلی شایسته و به‌خوبی بازیگری‌شده به پایبندی اخلاقی مطبوعاتی باقی می‌ماند.» این فیلم در متاکریتیک که از میانگین وزنی استفاده می‌کند، بر اساس نظر ۴۹ منتقدین امتیاز ۷۴ از ۱۰۰ را کسب کرده که نشان‌گر «نقدهای عموماً مطلوب» است. تماشاگران شرکت‌کننده در نظرسنجی سینماسکور به فیلم میانگین نمرهٔ «A» در مقیاس A+ تا F دادند و مخاطبان پست‌ترک به فیلم نمرهٔ کلی ۸۹٪ مثبت دادند.